# Montot (Côte-d’Or)
Montot település Franciaországban, Côte-d’Or megyében. Lakosainak száma 205 fő (2022. január 1.). Montot Saint-Usage, Trouhans, Brazey-en-Plaine és Tart községekkel határos.

## Népesség
A település népességének változása:
| Lakosok száma | 164  | 153  | 199  | 201  | 200  | 201  | 197  | 194  | 198  | 205  |
|               | 1968 | 1982 | 1990 | 2006 | 2013 | 2015 | 2017 | 2019 | 2020 | 2022 |